# Ліам Каллен
Ліам Каллен (англ. Liam Cullen; нар. 23 квітня 1999, Тенбі) — валлійський футболіст, нападник клубу «Свонсі Сіті», який грає в системі футбольних ліг Англії, та національної збірної Уельсу.

## Клубна кар'єра
Ліам Каллен народився 1999 року в місті Тенбі, та є вихованцем футбольної школи клубу «Свонсі Сіті». У 2018 році футболіста перевели до основної команди клубу, проте до основного складу команди він відразу не пробився, за 4 роки провівши лише 31 матч чемпіонату, й у 2022 році керівництво клубу віддало Каллена в піврічну оренду до англійського клубу «Лінкольн Сіті». Після повернення з оренди футболіст став гравцем основного складу клубу, і з того часу станом на листопад 2024 року зіграв 86 матчів у чемпіонаті.

## Виступи за збірні
У 2014 році Ліам Каллен дебютував у складі юнацької збірної Уельсу, загалом у юнацьких збірних різних вікових груп грав до 2017 року, та взяв участь у 17 іграх, відзначившись 5 забитими голами.
Протягом 2018—2020 років Каллен залучався до складу молодіжної збірної Уельсу. На молодіжному рівні зіграв у 12 офіційних матчах, забив 1 гол.
У 2023 році Ліам Каллен дебютував у складі національної збірної Уельсу. Станом на листопад 2024 року зіграв у складі національної збірної 7 матчів, у яких відзначився 2 забитими м'ячами.